# Geometrisk sted
At en punktmængde, en kurve eller en ret linje er det geometriske sted for punkter med en bestemt egenskab vil sige, at alle kurvens punkter har denne egenskab, og at alle punkter med egenskaben ligger på kurven.
Eksempler:
- Midtnormal til et linje stykke er det geometriske sted for de punkter, der har samme afstand til linjestykkets to endepunkter.
- Parallelle linjer er det geometriske sted i planet, for punkterne med en given afstand til en ret linje.
- Cylinder er det geometriske sted i rummet, for punkterne med en given afstand til en ret linje.
- Vinkelhalveringslinje er det geometriske sted for de punkter, som har samme afstand til to linjer der skærer hinanden.
- Cirkel er det geometriske sted for punkterne med en given afstand til et givet punkt.